# Unter dir die Stadt
Unter dir die Stadt ist ein deutscher Spielfilm des Regisseurs Christoph Hochhäusler aus dem Jahr 2010. Er wurde bei den Filmfestspielen von Cannes 2010 in der Reihe Un Certain Regard uraufgeführt und lief am 31. März 2011 in den deutschen Kinos an.

## Handlung
Das Ehepaar Steve zieht nach Frankfurt am Main, weil er dort einen Job als Investmentbanker angenommen hat. Seine Frau Svenja ist auf der Suche nach Arbeit als Bildredakteurin. Sie fühlt sich in der neuen Stadt und zunehmend auch im Leben ihres Mannes fremd. Sie ist gelangweilt und wenig bei sich. Dadurch ist sie sehr leicht zu beeinflussen. 
In dieser Stimmung lernt sie den Chef ihres Mannes Roland Cordes kennen, der gerade zum Banker des Jahres gewählt wurde. Er muss den Mord an einem Angestellten in Indonesien vertuschen und die Übernahme eines großen Konzernes vorbereiten. All dies gelingt ihm mühelos. Um den emotionalen Stress zu verarbeiten, schaut er Junkies beim Fixen zu, die von seinem Chauffeur dafür bezahlt werden. 
Roland Cordes ist genau wie Svenja Steve auf der Suche nach einem Gefühl. Sie begegnen sich und glauben, der jeweils andere könne ihnen dieses Gefühl geben. Cordes versetzt Svenjas Mann auf einen lebensgefährlichen Posten in Indonesien und macht so den Weg frei für seine Affäre mit Svenja. Es ist ein eingeübtes Verhalten, Hindernisse aus dem Weg zu räumen. Eine Feigheit, die Svenja ihm, als sie dahinterkommt, sehr verübelt und sich deswegen von ihm trennt. 
Die gesamte Situation weckt in Roland Cordes die vermissten Gefühle, denen er nicht gewachsen ist, weil er keinerlei Handhabe hat, mit ihnen umzugehen. Gleichzeitig läuft das Bankenwesen völlig aus dem Ruder. Nach einer Attacke auf einen Journalisten heißt es, Roland Cordes laufe Amok. 
Die Entwicklung der Story findet ihren Höhepunkt, als ein enttäuschter Mitarbeiter Cordes und Steve bei einem ihrer Sex-Treffen im Hotel zufällig entdeckt und die Affäre öffentlich macht.
Cordes Gefühlswelt bleibt undurchsichtig. Er scheint zunächst unbeeindruckt zu sein, als Svenja Steve ihm den Laufpass gibt, leugnet die Affäre jedoch nicht gegenüber seiner Ehefrau Claudia. Stattdessen trennt er sich von dieser und versucht Svenja zurückzugewinnen. Seinen Vorstandsposten gibt er auf.
Am Ende des Films liegen Svenja Steve und Roland Cordes schlafend im Bett eines Hotelzimmers. Svenja erwacht, steht auf und schaut aus dem Fenster. Auf der Straße rennen panisch Menschen in Bürokleidung und mit Aktentaschen umher. Svenja schaut zum Bett und sagt nur: „Es geht los.“

## Hintergrund
Die Dreharbeiten fanden vom 26. August bis 26. September 2009 in Frankfurt am Main und Köln statt. Das Projekt erhielt Förderung von der Film- und Medienstiftung NRW, von der Filmförderungsanstalt (FFA) und vom Deutschen Filmförderfonds (DFFF).
Bis Ende 2011 waren gut 14.000 Kinobesucher in Deutschland, 8.000 in Frankreich und 3.600 in den Niederlanden erreicht. Die Fernseh-Erstausstrahlung war am 11. November 2012 im Programm des Senders arte, der wie der WDR an der Produktion beteiligt war.

## Kritiken
„Das lose an die biblische Geschichte von David und Batseba angelehnte Drama porträtiert im Umfeld der Frankfurter Hochfinanz Menschen, deren Selbstkonstruktion von der Macht über die eigene Biografie bis zur Liebe sämtliche Lebensbereiche umfasst. Detailreich und realitätsnah in seiner Milieuzeichnung, entwirft der Film das intensive Bild einer Sphäre, deren Bewohnern im Zuge ihrer permanenten ‚Selbst-Performance‘ der Bezug zur Wirklichkeit entglitten ist.“

„Unter dir die Stadt ist ein ungewöhnlicher, verstörender Film. Unmerklich entwickelt er eine Sogwirkung, die sich bis zur letzten Szene steigert. Und in dieser lässt Hochhäusler die Geschichte im Kopf des Zuschauers noch einmal neu beginnen.“

„Den menschlichen Trieb der Selbstzerstörung meint Christoph Hochhäusler dort am besten sichtbar machen zu können, wo – zumindest scheinbar – am meisten zu verlieren ist. Nämlich dort, wo schon alles erreicht ist: In der Chefetage, über der Stadt. Mit diesem Setup freilich ist er nicht weit von dem der klassischen Tragödie entfernt. Mit dem wichtigen Unterschied jedoch, dass bei Hochhäusler nicht Hybris den Niedergang bedingt, sondern der Fall von den Figuren selbst heraufbeschworen und durchaus gewünscht wird.“

## Auszeichnungen
- 2010: Förderpreis Deutscher Film in der Kategorie Drehbuch an Ulrich Peltzer und Christoph Hochhäusler
- 2011: Preis der deutschen Filmkritik in der Kategorie Beste Musik an Benedikt Schiefer
- 2011: Günter Rohrbach Filmpreis für Christoph Hochhäusler (Bester Film) und Nicolette Krebitz (Darstellerpreis)